# Abstraction réelle
L'abstraction réelle (Realabstraktion) est un concept marxiste développé par Alfred Sohn-Rethel de l'École de Francfort pour expliquer la formation du fétichisme de la marchandise. Toutefois, ce concept, selon lequel ce serait à travers l'acte particulier d'échange de marchandises que se formerait l'illusion d'une valeur intrinsèque des biens, a été critiqué à plusieurs reprises en faisant valoir que ce serait plutôt à travers le processus plus global de marchandisation que le fétichisme de la marchandise s'épanouirait,,.